# Selecció catalana de touch rugbi masculina
La selecció catalana de touch rugbi masculina és el combinat esportiu de touch rugbi en categoria masculina, que disputa competicions internacionals oficials sota la jurisdicció de l'Associació Catalana de Touch (ACT), entitat reconeguda per la Federació Internacional de Touch (FIT) des del setembre de 2009.
La selecció catalana masculina va debutar a la Mainland Cup 2013. Aquesta competició internacional es va disputar a Viena (Àustria) del 13 al 14 de juliol amb la presència de seleccions com la de França, Espanya, Alemanya, Hongria, Països Baixos o Suïssa.